# 오키마쓰시마역
오키마쓰시마역(일본어: 沖松島駅)은 일본 가가와현 다카마쓰시에 위치한 다카마쓰코토히라 전기철도 시도 선의 철도역이다. 단선 승강장 1면 1선의 구조를 갖춘 지상역이다.

## 이용 현황
| 승차 인원 추이 | 승차 인원 추이 |
| 연도           | 1일 평균       |
| -------------- | -------------- |
| 2011           | 616            |
| 2012           | 656            |
| 2013           | 651            |
| 2014           | 667            |
| 2015           | 680            |

## 역 주변
- 다카마쓰 시도 후쿠오카하야시 선
- 다카마쓰 시 종합 체육관

## 역사
- 1911년 11월 18일 : 도산 전기 궤도의 역으로서 개업.
- 1916년 12월 25일 : 회사 합병에 의해 시코쿠 수력 전기의 역이 됨.
- 1942년 4월 30일 : 사업 양도에 의해 사누키 전철의 역이 됨.
- 1943년 11월 1일 : 회사 합병에 의해 다카마쓰코토히라 전기 철도 시도 선의 역이 됨.
- 1992년 11월 5일 : 다카마쓰 장례 공원 개업으로 인해, 고토덴시도 방향으로 약 190m로 이전.
- 2004년 8월 31일 : 태풍 16호에 의해 높은 파고로 침수, 이 영향으로, 시도 선은 9월 1일 14시경까지 통행 금지.

## 인접 역
| 다카마쓰코토히라 전기철도 시도 선   | 다카마쓰코토히라 전기철도 시도 선 | 다카마쓰코토히라 전기철도 시도 선 |
| ----------------------------------- | --------------------------------- | --------------------------------- |
| S 02 마쓰시마니초메 가와라마치 방면 | ■ 시도 선                         | 가스가가와 S 04 고토덴시도 방면   |